# Cinnamomum piniodorum
Cinnamomum piniodorum är en lagerväxtart som beskrevs av Schewe. Cinnamomum piniodorum ingår i släktet Cinnamomum och familjen lagerväxter. Inga underarter finns listade i Catalogue of Life.